# Земля (повість)
«Земля» — соціально-психологічна повість української письменниці Ольги Кобилянської про селянство. Поклавши в основу твору дійсні факти, письменниця створила глибоко індивідуалізовані образи селян, усім своїм єством пов'язаних із землею-годувальницею.
Твір перекладено французькою мовою.

## Історія написання
Письменниця почала працювати над повістю «Земля» 1895 року. Твір було завершено в 1901 році, а в 1902 році вперше надруковано в журналі «Літературно-науковий вістник», т. XVIII, кн. 4-6. Того ж року книга вийшла окремим виданням у Львові. За життя авторки повість видавалася ще й у Коломиї (1913), Лейпцигу, Києві (1919), а також у Радянській Україні (у 1926, 1929, 1940 роках).
Свою повість авторка присвятила батькові Юліянові Я. Кобилянському.
Перша частина складається з 32 розділів. Роботу над другою частиною повісті в силу багатьох причин письменниці довелось припинити.
В основу повісті лягла подія, що сталася восени в 1894 році в селі Димці (тепер Чернівецький район, Чернівецької області), де син селянина убив свого старшого брата, щоб самому дістати в спадщину батькову землю.
Прототипами героїв повісті стали члени родини Костянтина Жижияна — Михайло і Сава (у повісті — Федорчуки). Сава Жижиян згодом емігрував до Канади, де й помер. Прототипом Рахіри стала Маріука Магіс. Анна списана з наймички Кобилянських.
В автобіографічному нарисі «Про себе саму» вона писала:

| «Факти, що спонукали мене написати «Землю», правдиві. Особи майже всі що до одної також із життя взяті. Я просто фізично терпіла під з'явиськом тих фактів, і коли писала — ох, як хвилями ридала!…» |

## Ідейно-тематичний зміст. Проблематика
О. Кобилянська художньо досліджує на українському матеріалі Біблійний мотив про Каїна й Авеля — братовбивство як першозлочин. Отже, тема повісті — трагедія братовбивства, що сталася в селянській родині Федорчуків; ширше — тема влади землі над селянином, над людиною.
З головною темою пов'язана побічна — тема солдатчини, страждання українського селянства на службі в арміях чужих йому держав, досліджена з винятковою силою психологізму.
В основі твору — морально-етична проблематика, заглиблення у філософську й навіть містичну царину. Промовистим є епіграф до повісті, взятий з твору норвежця Юнаса Лі (поданий німецькою мовою): «Кругом нас знаходиться якась безодня, що її вирила доля, але тут, у наших серцях, вона найглибша». Таким чином наголошується, що хоч проблема власності на землю соціальна, авторка акцентує на морально-етичних проблемах, і для неї важливо пояснити причини того, що сталося, дослідити психологію кожного персонажа. Письменниця порушує проблеми:
- сакрально-містичний зв'язок людини і землі;
- влада землі над людиною;
- фатум, влада долі над людиною;
- життя і смерть;
- гріх і святість;
- злочин і спокута;
- любов і ненависть;
- сумлінна праця на землі як священний моральний обов'язок, єдиний засіб і виправдання буття селянина.

Головна ідея повісті сформульована у словах: «земля повинна бути для людини, а не людина для землі». Твір проймає життєдайна віра в духовне розкріпачення людини, в перемогу світлих начал життя[джерело?].

## Сюжет
Головними дійовими особами твору є заможний селянин Івоніка, його дружина Марія та їх сини — Михайло й Сава. Значну роль у розвитку сюжету відіграють образи Анни (коханої Михайла) й Рахіри (коханої Сави). Основною сюжетною лінією повісті є переживання батьків — Івоніки й Марії. З цією лінією органічно зв'язані дві інші — кохання Михайла й Анни та Сави й Рахіри.
В розлогій експозиції, перед читачем постає пейзажна картина: село Димка із панським лісом по західній його частині. Читач знайомиться також із заможною ґаздинею Докією Чоп'як, із її нелегкими роздумами про долю єдиної дочки Парасинки, яку турботлива мати хоче якнайшвидше видати заміж, бо в разі своєї можливої смерті, її чоловік — «пияк і марнотратець» Василь, може залишити доньку ні з чим, розтринькавши родинне майно. Найкращим нареченим для Парасинки був би Михайло Федорчук, син Івоніки, бо й землі їхні межують. Але не без вагань відмовляється від думки про цей шлюб, адже Михайлові треба йти на трирічну службу до війська, а за цей час Докія може й померти. Тож Докія зупиняється на синові багатого односельця Онуфрія Жемчука Тодориці, який хоч і не був такий показний, як Михайло, але теж працьовитий і дбайливий, а головне — єдиний син заможних батьків.
Далі дія переноситься на весілля Парасинки і Тодорики. Читач знайомиться з братом Докії — «старим парубком» Петром, панською наймичкою Анною, Михайлом Федорчуком, що був на весіллі дружбою, а також його батьком Івонікою, який у щирій розмові з Докією розповідає про синів, про своє нелегке життя з Марійкою, про їхню тяжку працю, завдяки якій стали заможними господарями, але жодної розкоші собі не дозволяють, тремтять над нажитим добром, особливо над землею. Їх особливо турбує те, що нікому буде обробляти землю, коли Михайла заберуть у військо. Івоніка без вагання вирішує дати пару биків тому, хто допоможе Михайлові залишитися вдома. Але його намагання марні — Михайло змушений іти до цісарського війська.
Тут же, на весіллі, Михайло звертає увагу на Анну, яка не може відвести очей від показного хлопця. Він запрошує дівчину до танцю, але через обірвану струну музика змовкла, а руки Михайла і Анни так і не поєдналися.
Михайло розуміє, що батьки навряд чи схвалять його почуття до наймички Анни, адже в них своє розуміння щастя дітей; вони ніколи не погодяться, щоб їхній син одружився з бідною дівчиною. Так окреслюється конфлікт між батьками і дітьми. Зав'язка сюжетної лінії завершується у третьому розділі, де Михайло й Анна зустрічаються в полі.
Розвиток дії пов'язується з перебуванням Михайла у війську. З сьомої глави розповідається про страшні знущання офіцерів над солдатами австро-угорської армії, особливо над колишніми українськими селянами, що не розуміли німецької мови, якою користувались офіцери.
Паралельно розвивається сюжетна лінія Сави — Рахіри, яка має великий вплив на юнака. Батьки засуджували сина за намір одружитися з двоюрідною сестрою по матері. Однак головною причиною їх ворожого ставлення до Рахіри була її бідність. Батько Рахіри походив з циган, був безземельний, жив з випадкових заробітків. Сама Рахіра не любила працювати, була злодійкуватою й хитрою. Тож Івоніка дає зрозуміти Саві, що в разі непослуху може позбавити його належної тому частки землі на користь Михайла. Коли ж Сава всупереч волі батьків хоче одружитися з Рахірою, то вона цілком резонно остерігає його: «Як не будеш мати землі, то не зможемо побратися! З чого нам жити?» Так старший брат став на заваді молодшому, викликаючи в того почуття заздрості й ненависті.
Рахіра, довідавшись, що Анна чекає дитину від Михайла, спробувала висварити її, проте дістала відсіч. У події втручається Сава, обіцяючи помститися Анні. Драматизм дії зростає, наближаючись до кульмінації.
Діставши відпуску з війська, Михайло таємно зустрічається з Анною. Розуміючи, що батьки будуть проти його шлюбу з Анною, Михайло вирішує просити їхньої згоди на свої іменини, у день свого небесного покровителя святого Михайла.
Одної ночі Сава з Михайлом пішли в ліс за деревом, щоб полагодити пліт. На другий день Михайла знайшли в лісі вбитим. Драма, що розігралася в лісі, у творі не показана. Головну увагу письменниця приділила зображенню реакції, яку викликала страшна подія в головних персонажів твору та в односельців. У цій частині повісті розвиток душевних переживань героїв досягає своєї кульмінації.
Івоніка майже відразу запідозрює Саву в убивстві, але не виявляє цього, бо боїться втратити останнього сина. Цим і пояснюється, що під час огляду комісією трупа він блискавично сховав кулю, яка випала з плечей Михайла.
Під час похорону чути розмови, з яких видно, що селяни знають вбивцю, але не виявляють цього, бо жаліють батьків. На кладовищі чути плачі, зойки. Івоніка звертаючись до Михайла, в розпачі говорить: «Не для тебе, синку, була вона, а ти для неї! Ти ходив по ній, плекав її, а як виріс і став годний, вона отворила пащу й забрала тебе! Дурень ти був на ній, дурень…»
Івоніка почав втрачати віру в те, що він є господарем землі. Він відчув її владу над собою, відчув себе її рабом. Вже тут починається розв'язка сюжету, яка логічно випливає з кульмінаційної частини.
В останніх трьох розділах розповідається про те, що сталося через шість років. Івоніка підтримав Анну, що вийшла заміж за Петра, які вирішили вчити свого малого сина, щоб відірвати його від землі.

## Образи
Головним персоніфікованим образом повісті є земля. Вона подається письменницею у філософському вимірі, як архетипний (первісний) образ, навколо неї концентруються сюжетні лінії, вона групує героїв і зумовлює їхнє світосприймання. Земля у повісті — це й життєдайна сила, яка містить у собі вітаїстичну енергію утвердження добра, є матір'ю, що дарує життя, але водночас вона є й домовиною, що приймає до себе назад, фатальною силою зла, що руйнує душі людей; земля — це початок і кінець кожної живої істоти, відтак вона буває і доброю, і поганою, бо дає і забирає одночасно.
Для селянина-українця земля — ніби жива істота, що диктує людині свою волю. Вона потребує турботи і праці, та не завжди віддає сторицею. Годуючи людину, земля одночасно виховує її. Земля дає повагу, авторитет, вона є метою і сенсом усього селянського буття, але разом із тим вона поглинає, ніби молох, всі думки й почуття, весь час, усе життя селянина. Розрив із землею, відступництво від неї тягне за собою кару і катастрофу.
Жах трагедії, що розігралася в повісті, вражає насамперед тому, що сталася вона в родині добрих, працьовитих, порядних господарів.
Івоніка Федорчук — буковинський селянин — працелюбний, чесний, дбайливий. Така ж і дружина Івоніки Марічка. Вони, поки стали власниками свого поля, багато витерпіли. Всю свою силу, все життя віддали землі. Тепер вони також важко працюють, але втома поєднується й з радістю, бо хліборобство приносить достаток, заспокоює серце. Селянин щасливий, бо сусіди називають його добрим господарем. Тому Федорчуки навіть гадки не мають про якийсь спочинок, вони, «наче чорні воли», тягнуть свого плуга з ранку до ночі, лиш би віддячити землі-годувальниці за хліб і щастя, які вона дає. Праця на землі — це сенс їхнього життя. Найщиріші сподівання батьків пов'язані з тим, щоб і обидва сини так само шанували землю, ревно працювали на ній.
Все найкраще, що є в роду Івоніки, успадкував старший син Михайло — батькова надія і гордість. Образ цей письменниця розкриває на повен зріст, показуючи Михайла і в його щоденній праці, і на військовій службі, і в ліричних взаєминах з коханою дівчиною Анною — цією душевно тонкою натурою, на долю якої випали болючі переживання. Михайло, як і Анна, ніжний душею, лагідний вдачею. Він у розпачі й близький до самогубства, коли його забирають до війська. Сцена зустрічі Івоніки з сином у казармі — одна з найзворушливіших у повісті.
Молодший син Сава і Рахіра, на противагу Михайлові й Анні, змальовані темними барвами. Сава не хоче йти шляхом батьків, ревно трудитися на землі. Помітивши, що він байдуже ставиться до господарювання, до покликання хлібороба, батько переймається тривогою. Все ж він плекає надію, що син помудрішає, навернеться до землі.
Відповідно до вироблених селянством моральних норм, Івоніка намагається вплинути на непутящого сина найголовнішим стимулом — правом власності на землю. Батько застерігає Саву, що при такій його поведінці він може залишитися без власної ниви. Так настає рішучий поворот у розвитку теми. Хоч Сава, енергійний, розбишакуватий, охочий до блукання з рушницею полями й лісами, не міг навіть в уяві побачити себе в щоденній одноманітній праці хлібороба, проте добре розумів, що легкого життя без землі в нього не буде. Так у його свідомості визріває план: якщо залишиться єдиним сином, то батькова земля перейде йому в спадок, що б там не було.
Письменниця поступово, але неухильно обґрунтовує можливість злочину, акцентуючи на відповідних психічних якостях Сави. Той без будь-яких хвилювань міг застрелити зайця чи птаха, вбити без будь-якої потреби, отже, звикав до пролиття крові. Докори брата Михайла за зв'язок із злодійкуватою Рахірою розлютовують Саву. Він тягнувся до Рахіри не тільки тому, що її любив, а й тому, що в її сім'ї не трусилися над копійкою, вели розгульне життя. Все ж Рахіра прямо заявила парубкові, що без землі їхнє щастя неможливе.
Тепер Сава опинився перед вибором. Щоб не втратити Рахіри, він іде на страшний злочин братовбивства. Ясно, що трагедія одним махом зруйнувала родину Федорчуків, принесла всім нечуване страждання. Влада землі жорстоко поглумилася над господарями. Як не дивно, але безмежне горе викликало в батька вибух гніву проти обожнюваної землі: йому здалося, що земля глузує з нього, сміється «страхітливим сміхом», і тоді Івоніка "ревнув нараз страшним голосом, погрозивши п'ястуком: «Не смійся!!»

## Стилістичні особливості
У повісті яскраво виявилося модерністське образне мислення авторки. Предметом дослідження письменниці є не стільки зовнішні факти і події, скільки їх внутрішній зміст. Соціально-побутові явища переломлюються в повісті крізь призму психології, внутрішнього світу людини. Психологічному аналізу, власне, підпорядковано і композицію, і художні засоби, і пейзаж, який із традиційного тла, на якому розвивається дія, переростає у самостійний образ-символ, що несе в собі відповідний до розвитку сюжету настрій (наприклад, образи «сусіднього ліска», де має відбутися вбивство, таємничої мряки, що огортає поля, темної ночі). Цьому підпорядковані й психологічні деталі (нез'єднані руки Михайли й Анни, що символізують трагічну історію їхнього кохання тощо), і вся та внутрішня поліфонічність мови, багата кольорова палітра, що нею користується письменниця для опису природи.
Характерною прикметою художньої манери О. Кобилянської є одухотворення природи. Передаючи всі рухи людських почуттів, всі барви природи, письменниця вдається до такого художнього засобу, як персоніфікація, вона насичує мову яскравими тропами й фігурами, досягаючи тонкої психологічно-ліричної гармонізації звуків і барв.

## Символістська поетика
Повістю «Земля» О.Кобилянська започаткувала символізм як течію в українській літературі[джерело?].
Проникаючи в таємниці людської підсвідомості, дошукуючись істини, О. Кобилянська торкається іншого світу, не реального, а містичного. Вона вважає, що кожна людина проходить по життю тим шляхом, який їй накреслено згори, і ніщо не може змінити долі[джерело?]. Щоправда доля час від часу подає певні знаки, які треба вміти бачити й розуміти. У творі ці знаки стають своєрідними символами, які так і лишаються для героїв нерозгаданими, тим самим підтверджуючи знову ж таки невідворотність долі.

## Критика
Повість захоплено була сприйнята українською громадськістю, критикою.
У 1902 році в листі до Ольги Кобилянської Михайло Коцюбинський писав:

| «Пишу до Вас під свіжим вражінням од Вашої повісті «Земля». Я звичайно багато читаю, але признаюся, що давно читав щось таке гарне, таке захоплююче, як «Земля». Я просто зачарований Вашою повістю — все: і природа, і люди, і психологія їх — все це робить таке сильне вражіння, все це виявляє таку свіжість і силу таланту, що, од серця дякуючи Вам за пережиті емоції, я радів за нашу літературу.» |
У 1905 році в листі до відомого хорватського славіста В. Ягича І. Франко писав: 
| «Найвидатнішим з її творів є, в усякому разі, великий роман «Земля»… В ньому Кобилянська справді якнайповніше виявила риси свого таланту… Концепція роману задумана тонко і добре викладена, персонажі твору окреслені чітко, і хоч, змальовуючи події, письменниця не виходить за вузькі межі одного села, щоб дати широку картину культурного рівня буковинського народу, то все ж цілість пройнята таким емоційним настроєм, що це надає «Землі» особливого чару… ЇЇ роман «Земля», крім літературної та мовної вартості, матиме тривале значення ще й як документ способу мислення нашого народу…». |
Український літературний критик Сергій Єфремов на сторінках журналу «Киевская старина», а також у книзі «Історія українського письменства» писав про повість «Земля», що вона «…дає гарну і широку картину життя, — тієї „влади землі“, що так позначилася на хліборобові, на його психіці й побуті, на його вдачі й переживаннях».
Великою моральною підтримкою для Ольги Кобилянської було також приязне слово Лесі Українки. Українська поетеса вважала «Землю» твором, який гідний того, щоб увійти в скарбницю світової літератури. Вона радила письменниці перекласти «Землю» німецькою мовою і водночас просила в неї дозволу на переклад повісті російською мовою.
Високо оцінили повість також письменник Гнат Хоткевич, словенський учений Леопольд Ленард та інші.

## Цікаві факти
- Ольга Кобилянська розпочала писати продовження повісті «Земля», але цей намір не був реалізований.[2]
- Повість «Земля» було інсценізовано у Чернівецькому українському музично-драматичному театрі імені О.Кобилянської.
- За повістю «Земля» на київській кіностудії імені О. П. Довженка у 1954 році було створено однойменний художній фільм.
- Повість «Земля» було перекладено багатьма мовами світу[джерело?].
- До повісті «Земля» відомий художник С. Адамович створив низку гравюр.